# Danuta Abramowicz
Danuta Abramowicz z domu Kuszczak (ur. 3 kwietnia 1941 w Charzewicach) – polska tancerka, choreograf, pedagog. 

## Życiorys
Solistka baletu Operetki Lubelskiej i Teatru Muzycznego w Lublinie. Żona Jacka Abramowicza; matka pianisty jazzowego Bartłomieja Abramowicza. Kandydatka na Letnie Igrzyska Olimpijskie 1960 w konkurencji gimnastyka sportowa. Ukończyła Państwową Szkołę Baletową w Gdańsku. Debiut artystyczny w 1961 roku na scenie Teatru Muzycznego im. Danuty Baduszkowej w Gdyni pod kierunkiem Danuty Baduszkowej. Primabalerina Operetki Lubelskiej w latach 1962–1981. 

## Wybrane baletowe partie solowe w operetkach
- Bal w Savoyu - Paul Abraham
- Krakowiacy i górale - Wojciech Bogusławski
- Fajerwerek - Paul Burkhard
- Roxy - Barry Conners
- Czas na miłość - Juan Delgada
- Sprytna wiedenka - Juan Delgada
- Bal w operze - Richard Heuberger
- Czarujący Giulio - Gorni Kramer
- Carewicz - Franz Lehar
- Wesoła wdówka - Franz Lehar
- My Fair Lady - Frederick Loewe
- Serwus Piotruś - Gerd Natchinski
- Orfeusz w piekle - Jacques Offenbach
- Życie paryskie - Jacques Offenbach
- Dziękuję ci, Ewo! - Stanisław Renz
- Eksportowa żona - Stanisław Renz
- Cyrulik sewilski - Gioacchino Rossini
- Baron cygański - Johann Strauss
- Wesoła wojna - Johann Strauss
- Zemsta nietoperza - Johann Strauss